# Skylab 2
Skylab 2 eller SL-2 var den første besætning som ankom til den amerikanske rumstation Skylab. Ved opsendelsen blev der anvendt en Saturn IB-raket, og missionen foregik fra 25. maj 1973 til 22. juni. Besætningen bestod af astronauterne Pete Conrad, Paul Weitz og Joseph Kerwin.
Oversat fra svensk Wikipedia.